# Kjell Kaspersen
Kjell Robert Kaspersen, född 7 april 1939 i Oslo, är en norsk tidigare fotbollsspelare. Han var målvakt i Skeid Fotball och under 34 landskamper för det norska landslaget. Han utsågs till "årets spelare" 1964 av Verdens Gang och han blev seriemästare 1966. I en landskamp mot Thailand gjorde han mål på en straffspark. Han är den enda målvakten i det norska landslaget som gjort mål. 14 maj 1968 spelade Kjell Kaspersen och "Ballgutta" in singeln Fotballsommer/Goalgetter Gustav med text och musik av Fredrik Friis. De utgavs på singleskivan Columbia 45GN 1807.
Kaspersen var 1969–1973 gift med Lill-Babs och är far till programledaren Kristin Kaspersen.